# Благовіщенський чоловічий монастир (Ніжин)
Благовіщенський чоловічий монастир УПЦ (МП) — споруджений за проектом Г. І. Устинова. В основі плану собору лежить хрест із рівними за довжиною раменами, на жодному з них немає традиційної півкруглої вівтарної апсиди. Між раменами хреста влаштовано чотири закруглені кутові прибудови. Вони не відділені стінами від внутрішнього простору собору, не типове для подібних споруд барокової доби. Бані храму поставлено по кутах (а не на раменах хреста), що відповідає давньоруським традиціям. Створені спеціальні яруси-лоджії для знаті, що відповідає місцевим прийомам побудови храмів. Під склепінням південно-східної бані влаштовано спеціальний майданчик, де певний час зберігали бібліотеку монастиря; вікна цієї бані закладені.
Колишнє монастирське подвір'я в міській забудові обмежене скромним корпусом келій (XVIII ст.), перекритих склепінням, з глибокими підвалами і крамницями (ченці не відставали від ніжинських купців у торговельній справі).

## Історія
Митрополит Стефан Яворський побажав побудувати храм присвячений Благовіщенню Діви Марії. Місцем для цього храму митрополит обрав Ніжин, де на той час настоятелем Свято-Миколаївського собору був брат Стефана — протоієрей Павло Яворський. У 1702 році С. Яворський викупив власним коштом за 1300 карбованців «доброю монетою» двори ніжинських міщан, що прилягали до сучасної вулиці Гоголя біля Соборного майдану, і розпочав будівництво величного храму в ім'я Благовіщення Пресвятої Богородиці. Для його будівництва Стефан Яворський запросив московського архітектора Григорія Івановича Устинова. В листі до брата Павла митрополит характеризував зодчого як майстра «подлинно певного (тобто надійного — авт.) и в малярном деле и архитектуре искусного». Про авторство Г. І. Устинова свідчить і його чолобитна Петру І від 17 грудня 1705 року. За свою роботу архітектор мав отримати 7000 крб. сріблом (тогочасними українськими грошима — 35 тис. золотих).
Закладини храму відбулися 1702 року. У будівництві Благовіщенського собору С. Яворському допомагав гетьман Іван Мазепа, зокрема, в питаннях доставки в Ніжин каміння для фундаменту соборного храму та виплати будівельникам «легумену», тобто частини платні у вигляді харчових запасів. Через 14-ть років Благовіщенський собор став видатною в Україні бароковою будівлею та другим, після Свято-Миколаївського собору, великим храмом у Ніжині. Обидві споруди стоять поруч, у самому центрі міста.
Перед зодчим стояло непросте завдання: спланувати архітектурну споруду так, щоб вона співвідносилася з часом і тими традиціями, які були вже закладені в розбудові Ніжина початку XVIII століття. На той час, у сакральних дерев'яних спорудах міста переважав український стиль, а у мурованих — бароко, прикладом якого посеред центрального Соборного майдану височів Миколаївський собор. Російському архітектору треба було на це зважувати. Тому в архітектурі Благовіщенського собору поєдналися окремі риси бароко і давньоруського стилю. Храм являє собою оригінальну суміш прийомів українського та російського мистецтва. Але, водночас, композиція ніжинського п'ятибанного Благовіщенського собору незвичайна і єдина в своєму роді. В ній переважає сувора урівноваженість, симетрія і центричність. В плані — це квадрат із заокругленими кутами, зовнішні маси храму нероздільні. Склепіння собору спираються на чотири стовпи. Така архітектурна конструкція не характерна для будови українських храмів цього типу. Його стіни становлять 38 аршин у довжину та ширину, а висота храму з хрестом — 55 аршин.
1716-го року відбулося урочисте освячення Благовіщенського собору, якому дали назву Богородичного Назарету. Існує помилкова точка зору, що Стефан Яворський назвав новозбудований соборний храм пам'ятником на честь поразки українців у Полтавській битві, що відбулася якраз під час будівництва собору. Так Стефан Яворський послав до Ніжина записку, в якій стверджував: «Отныне да будет памятник в Нежинском монастыре о победе Богом дарованной Всероссийскому Самодержцу Петру Великому над шведским королем Карлом вторым-надесять под Полтавою лета от воплощении Господня 1709». Уважне вивчення цього документа дозволяє стверджувати, що «памятником» Яворський називає не соборний храм, а ікону в іконостасі, на якій було зображено Петра І в образі св. Георгія Переможця.
1721 Яворський склав каталог своєї бібліотеки і передав Благовіщенському монастирю. Каталог починався написаною латинською мовою елегією бібліотеці «Possesoris horum librorum luctuosum vale». Яворський просив «соборъ весь малеваніемъ украсити», що й було виконано. Давній розпис (1722 року) суцільно вкривав стіни й склепіння.
Згодом Яворський почав облаштовувати при храмі чоловічий монастир. Він надсилав кошти й подарунки. Головним з них митрополит вважав свою особисту бібліотеку. Архіпастир заповідав, щоб над книгами працювали вчені ченці, які б навчали усіх Слова Божого та, за висловом владики, «не себе самих проповідували, а Христа Розіп'ятого».
За дев'ять років після смерті Стефана його бібліотеку перевезли до Харківського колегіуму.
У другій половині XVIII-го століття монастир тричі постраждав від пожеж. Третя виявилася найбільш руйнівною. Монастир хотіли закрити. Але мешканці Ніжина пообіцяли зібрати частину коштів, потрібних для оновлення обителі. Проте, відродження монастиря йшло дуже повільно.
Відродження монастиря відбулося з 1803 по 1823 роки при праці настоятеля Віктора Черняєва. Він відремонтував старі будівлі, поновив настінний живопис собору, побудував трапезну Петро-Павлівську церкву.
При радянській владі храм використовувався під склади. Іконостас собору було знищено, поховання у храмі — пограбовано. У західній стіні собору пробили ворота, через які могли б проїжджати трактори.
У 1999 році відродилося робота монастиря: 30 березня Священний Синод УПЦ (МП) ухвалив рішення про відкриття монастиря

## Предтечів скит

Предтечів скит у Тимках

У 2015 році з ініціативи ієромонаха Наума з благословення митрополита Ніжинського Іринея на хуторі Тимки (у складі села Стара Басань Ніжинського району) заснований Предтечів (також Предтеченський) скит Ніжинського Благовіщенського монастиря.
Станом на травень 2022 в оселі проживають три ченці, богослужіння звершуються в закритому режимі. У неділю і в святкові дні монастир відкриває двері для прочан. 
Святині оселі: частинка Животворного Хреста Господнього; частинка Істинного Гробу Господнього; частинки мощів святих Кіпріяна і Юстини; частинка мощей преподобного Кукші Одеського.

## Персоналії
- Стефан Яворський — основоположник собору та монастиря.

- Г. І. Устинов — московського будівничий, розробив проект собору.

- Віктор Черняєв — архімандрит, настоятелем монастиря з 1803 по 1823 рік, відродив монастир, побудував трапезну Петро-Павлівську церкву. Вивів життя братії на високий духовний рівень, і сам був взірцем християнських чеснот. Наслідками плідної праці архімандрита Віктора монастир користувався ще майже століття, аж до самої революції наприкінці 1910-х.

- Вассіан (Чудновський) — настоятель монастиря, згодом єпископ Верхотурський, представник гурту українофілів у складі синодальної РПЦ.

### Настоятелі (з 1999 року)
- Гурій (Фімов) — 30.03.1999[2] — 22.11.2008[3]
- Іриней (Семко) — 04.04.2017[4] — 23.09.2017
- Феодосій (Марченко) — з 06.12.2019 р.[5]

## Святині
Чудотворна Корсунська ікона Божої Матері, яку, за переказами, написав сам митрополит Київський Рафаїл Заборовський, не збереглася.
Чудотворна ікона святого великомученика Георгія Змієборця, від якої траплялися зцілення, не збереглася
Лаврентіївский образ Казанскої Богородиці Образ Казанскої Богоматері глибоко шанований у православʼї, але особливо дорогий тим, що нероздільний з іменем великого подвижника преподобного Лаврентія Чернігівського. За легендою, в 1919 році преподобний Лаврентій разом з архієпископом Пахомієм (Кедровим) відвідували Нікольську Пустинно-Рихлівську обитель и подарували в благословення братії образ Казанської Богородиці. Лаврентіївська ікона Казанської Богородиці потрапила до Ніжина завдяки ігумену Серафиму. Святитель довго не розлучався з іконою, але перейшовши в Ніжинський Благовіщенський монастир, зрозумів, що на іконі проявляються пошкодження, від сухості. Саме це стало ключовою причиною передачі святині у власність храму.
Ікона Божої Матері «О, Всепетая Мати» — прославлена у 2017 році. Святкування 6 жовтня (19 жовтня).
Образ святителя Спіридона Святитель Спиридон Тримифунтський родом був родом з Кіпру, походив з селянського стану(був пастухом). Будучи надзвичайно розумним і чистосердним, малоосвічений, за царювання імператора Костянтина Великого, був обраний єпископом міста Тримифунта. як завсідчують історики церкви, в 325 році брав безпосередню участь у діяльності І Вселенського Собору.

## Виноски
1. ↑  Архімандрит Віктор (Черняєв), настоятель Ніжинського Благовіщенського монастиря (†1761)[недоступне посилання з червня 2019]
2. 1 2  ЖУРНАЛ № 3 засідання Священного Синоду Української Православної Церкви від 30.03.1999 року [Архівовано 10 травня 2021 у Wayback Machine.] процитовано 10.05.2021
3. ↑  ЖУРНАЛ № 134 засідання Священного Синоду Української Православної Церкви від 22.11.2008 року [Архівовано 10 травня 2021 у Wayback Machine.] — процитовано 10.05.2021
4. ↑  ЖУРНАЛ № 6 засідання Священного Синоду Української Православної Церкви від 04.04.2017 року [Архівовано 10 травня 2021 у Wayback Machine.] — процитовано 10.05.2021
5. ↑  ЖУРНАЛ № 35 засідання Священного Синоду Української Православної Церкви від 06.12.2019 року [Архівовано 10 травня 2021 у Wayback Machine.] — процитовано 10.05.2021
6. ↑  ЖУРНАЛ № 33 засідання Священного Синоду Української Православної Церкви від 21.12.2017 року [Архівовано 10 травня 2021 у Wayback Machine.] — процитовано 10.05.2021